# Walter Tuch
Walter Tuch (* 2. Dezember 1913 in Aussig; † 27. März 1969 in Hamburg) war ein österreichischer Kameramann.

## Leben
Er war der Sohn des Kunstbuchhändlers Karl Tuch und dessen Ehefrau Maria, geborene Planer, die ein Hutgeschäft betrieb. Seine Schwester Marianne wurde später unter dem Namen Jane Tilden Schauspielerin. Nach dem Schulabschluss am Realgymnasium absolvierte er eine Fotografenlehre und machte dann eine Lehre als Kameramann bei seinem Onkel Franz Planer. Als Kameraassistent beziehungsweise untergeordneter Kameramann war er an einigen von dessen Filmen beteiligt.
Während des Zweiten Weltkriegs diente er als Kriegsberichterstatter und geriet in amerikanische Kriegsgefangenschaft. Nach Kriegsende erhielt er eine Stelle als Betriebsleiter bei der amerikanisch lizenzierten Photo Plant P. X. in München.
1948 ging er nach Österreich und begann erneut als Kameramann zu arbeiten. Nach einigen Kurz-Dokumentarfilmen drehte er ab 1952 Spielfilme. Neben Heimatfilmen, darunter dem ungewöhnlich erfolgreichen Der Förster vom Silberwald fotografierte Tuch vor allem heitere Filmkomödien und Schlagerfilme, wie sie für den deutsch-österreichischen Filmbetrieb der 50er und 60er Jahre charakteristisch waren. In den 60er Jahren arbeitete er vermehrt für das Fernsehen und beteiligte sich an Serien des NDR wie Hafenpolizei, Gertrud Stranitzki und Polizeifunk ruft.

## Filmografie
- 1936: Blumen aus Nizza (3. Kameramann)
- 1937: Kapriolen (3. Kameramann)
- 1951: Der goldene Brunnen (Kurz-Dokumentarfilm)
- 1951: Prometheus (Kurz-Dokumentarfilm)
- 1952: Knall und Fall als Hochstapler
- 1953: Dein Herz ist meine Heimat
- 1953: Eine Nacht in Venedig (Komm in die Gondel)
- 1954: Schicksal am Lenkrad
- 1954: Der Förster vom Silberwald (Echo der Berge)
- 1955: Auf Flügeln des Gesanges
- 1955: Götz von Berlichingen
- 1955: Oh – diese „lieben“ Verwandten
- 1955: Die Sennerin von St. Kathrein
- 1955: Fidelio
- 1956: K. u. K. Feldmarschall
- 1956: Verlobung am Wolfgangsee
- 1956: Wilhelm Tell
- 1956: Bademeister Spargel
- 1956: Hengst Maestoso Austria
- 1956: Rosmarie kommt aus Wildwest
- 1957: Der Pfarrer von St. Michael
- 1957: Wie schön, daß es dich gibt
- 1957: Jungfrauenkrieg
- 1958: So ein Millionär hat’s schwer
- 1958: Hallo Taxi
- 1959: Gitarren klingen leise durch die Nacht
- 1959: Mädchen für die Mambo-Bar
- 1959: Ich bin kein Casanova
- 1959: Das Nachtlokal zum Silbermond
- 1960: Wegen Verführung Minderjähriger
- 1960: Das große Wunschkonzert
- 1961: Venedig
- 1961: Ruf der Wildgänse
- 1961: Unsere tollen Tanten
- 1962: Die türkischen Gurken
- 1962: Unter Wasser küßt man nicht
- 1962: Zwei Bayern in Bonn
- 1962: Verrückt und zugenäht
- 1963: Hafenpolizei (Serie)
- 1965: Mordnacht in Manhattan
- 1966: Gertrud Stranitzki (8 Folgen)
- 1967: Landarzt Dr. Brock
- 1968: Otto und die nackte Welle
- 1969: Marinemeuterei 1917